# Giulia Lama

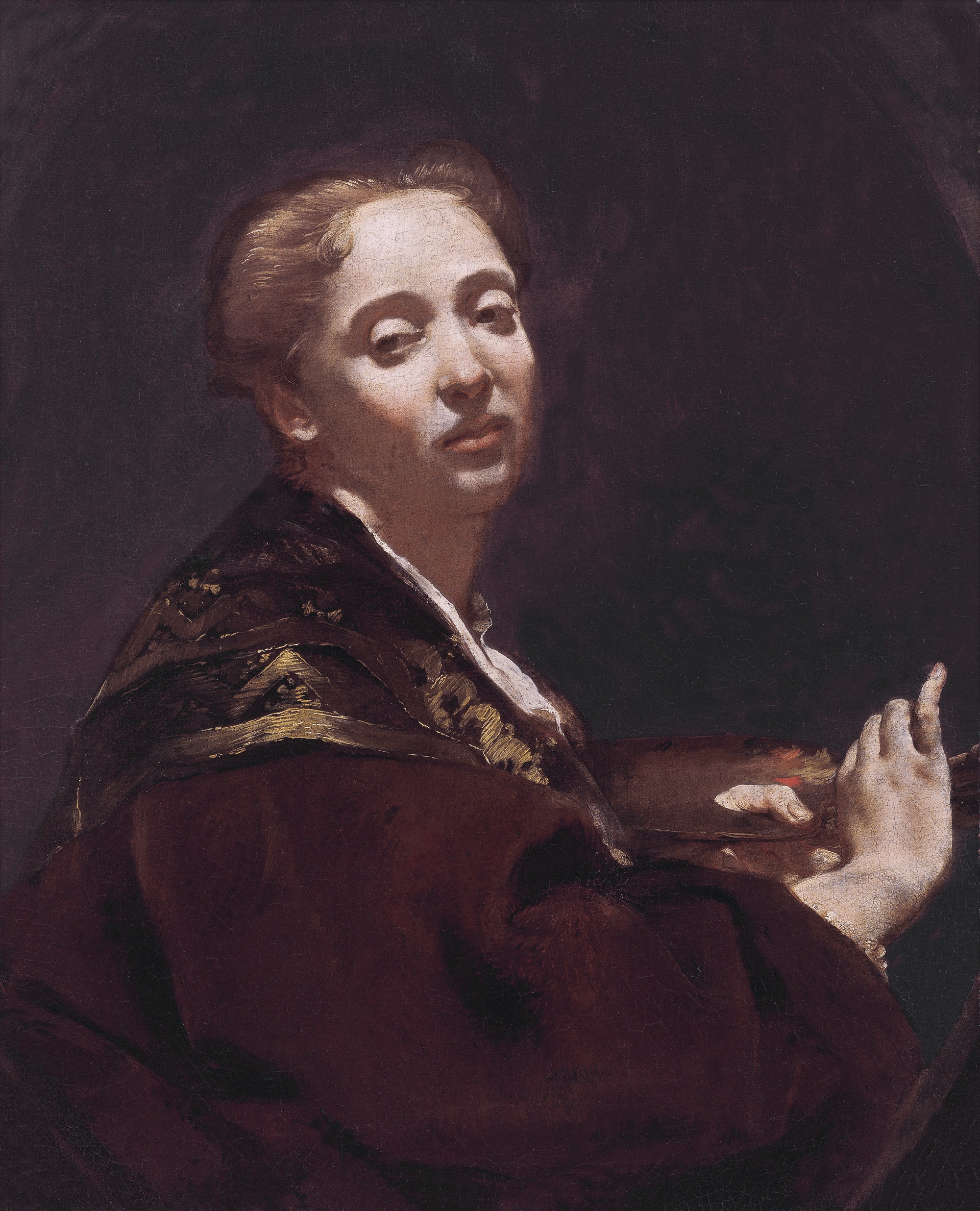
Giulia Lama, portret door Piazzetta

Giulia Lama (Venetië, 1681 – Venetië, 7 oktober 1747) was een Italiaanse kunstschilderes die stamde uit een familie van kunstenaars. Ze studeerde waarschijnlijk met Piazzetta in Venetië.
Over haar is weinig bekend. Ze produceerde verschillende altaar- en devotiestukken voor kerken in Venetië en Noord-Italië. Ze blonk uit in dramatische composities met chiaroscuro-effecten en bijzondere anatomische details, waarin ze een sterke rococoneiging ontwikkelde.
Haar oeuvre bestaat verder uit ongeveer 200 schilderijen, die aantonen dat Lama een van de eerste vrouwelijke schilders was die gebruik mochten maken van naakte mannelijke modellen.
- Gemeinsame Normdatei: 123063795
- International Standard Name Identifier: 0000 0000 4320 9358
- Library of Congress Control Number: no2004013754
- Nationale Bibliotheek van Israël: 987007423598305171
- RKD-Nederlands Instituut voor Kunstgeschiedenis: 47520
- Istituto Centrale per il Catalogo Unico: SBLV222073
- Union List of Artist Names: 500018529
- Virtual International Authority File: 25500732
- WorldCat: E39PBJgtcWYfdGMRfBM3w3DjG3